# Ignaz Anton von Indermauer
Ignaz Anton von Indermauer (auch In der Maur zu Strelburg und Freifeld; * 31. Juli 1759 Innsbruck; † 10. August 1796 Bludenz) war ein österreichischer Adeliger und Kreishauptmann des Kreisamtes Vorarlberg mit Sitz in Bregenz. Er wurde 1796 von einem aufgebrachten Mob im Dominikanerkloster St. Peter in Bludenz ermordet.

## Leben
Ignaz Alois Anton von Indermauer entstammt dem Tiroler Zweig des schweizerischen Adelsgeschlechts In der Maur von und zu Strelburg. Er studierte in Innsbruck Jus und trat dann in den österreichischen Staatsdienst ein. 1789 übernahm er als k.k. Hofkommissär die provisorische Leitung des Kreisamtes, 1791 wurde InderMauer zum Kreishauptmann, zum höchsten Beamten in Vorarlberg, ernannt. Zugleich war er auch Präsident der Vorarlberger Landstände und damit auch militärischer Kommandant der Landesverteidigung. Durch die Umsetzung der josephinischen Reformen machte er sich bei in den konservativen Kreisen der Bevölkerung unbeliebt.
Im Ersten Koalitionskrieg wurden die Grenzen gesperrt, die Ausfuhr untersagt und die Auswanderung in die von der Französischen Revolution erfassten Länder überwacht. Diese unpopulären Maßnahmen trafen sowohl die Beschäftigten in der Textilproduktion als  auch die zahlreichen Vorarlberger Saisonarbeiter, die traditionsgemäß den Sommer über in Frankreich arbeiteten.
Anfang August 1796 marschierten die Franzosen in Vorarlberg ein, es kam zu ersten Gefechten. Am 10. August ging Bregenz kampflos an die französischen Truppen. Die österreichischen Beamten des Kreisamtes sollten auf Weisung aus Innsbruck das Land verlassen. Am 9. August wurden Kreishauptmann InderMauer, Oberamtsrat Alois von Franzin und der Bregenzer Bürgermeister Johann Baptist Weber in Bludenz von der  aufgebrachten Bevölkerung im Dominikanerkloster St. Peter festgehalten. Da InderMauer auch der militärische Kommandant war, wurde ihm Desertation vorgeworfen. Der Kreishauptmann und alle Begleiter wurden am Vormittag den 10. August von einer fanatisierten Menschenmenge auf grausame Weise ermordet.
Nach Kriegsende wurden im Sommer 1797 43 Männer aus Bludenz wegen dieser Morde vor Gericht gestellt. Der Montafoner Landammann Johann Josef Batlogg wurde freigesprochen, die meisten Mittäter wurden nach kurzer Zeit begnadigt. Der Haupträdelsführer Franz Josef Tschofen wurde zu 20 Jahren Zuchthaus verurteilt, von denen er 16 Jahre absitzen musste.